# I Can't Give Everything Away
I Can't Give Everything Away is een nummer van Britse muzikant David Bowie en de zevende en laatste track van zijn laatste studioalbum Blackstar, uitgebracht op 8 januari 2016. In de nasleep van Bowie's overlijden twee dagen later piekte het op nummer 45 in Zwitserland, nummer 141 in het Verenigd Koninkrijk en nummer 142 in Frankrijk. Drie maanden na de release van het album werd het nummer als de derde en laatste single uitgebracht.
Het nummer bevat een sample van "A New Career in a New Town", een instrumentaal nummer van Bowie's album Low uit 1977.

## Videoclip
Op 6 april 2016 verscheen een geanimeerde lyric video op het officiële YouTube-kanaal van David Bowie, gemaakt door Jonathan Barnbrook, die ook de albumhoes van Blackstar ontwierp. Hij beschreef zijn motivatie voor de video als volgt:
"Dit is een erg simpel videootje waarvan die ik erg positief wilde laten worden. We beginnen in de zwart-witte wereld van ★, maar in het laatste refrein veranderen we naar briljante kleuren, ik zag het als een viering van David, om te zeggen dat ondanks de tegenspoed die we hebben, de moeilijke dingen die gebeuren zoals David's overlijden, dat mensen natuurlijk positief zijn, ze kijken vooruit en kunnen het goede uit het verleden nemen en het gebruiken als iets om te helpen met het heden. Wij zijn een natuurlijk optimistisch diersoort en we vieren het goede dat ons gegeven wordt."